# 南北平行預備線
南北平行預備線，簡稱南北線，為位於臺灣中南部、臺灣糖業股份有限公司數段輕便鐵路的合稱，肇因台糖公司接收的日治時期遺留各糖廠，均有其762mm軌距鐵道網，但未全部相連。南北線起源於1950年，施工銜接各糖廠鐵路，在1952年8月完成，今已廢線。

## 選線歷史
由於嘉南平原地形的關係，河流多半為東西走向，原有各糖廠鐵路則受阻於河流，南北線的主要工程即為跨越各大溪流的橋樑，甚至便宜行事、採用鐵公路併用橋。也因為若以里或大甲為起點，勢必需要跨越大甲溪之大橋，故在最後決定以臺中車站為起點。另外，南北線雖有平行之名，但事實上路線與台鐵縱貫線仍有數處立體交叉。終點為高雄籬仔內車站。

## 關於土庫延長線
新營土庫延長線：
烏樹林糖廠長短樹線北端透過周行橋而銜接南靖糖廠長短樹線，南端則與新營總廠土庫聯絡線相連，此即土庫線延長區間，惟後者詳細施工狀況不明:115。

## 台糖反共抗俄列車
南北線竣工後，中國國民黨文宣部門利用其深入鄉間的特性，於1955年5月在該路線上開行「台糖反共抗俄列車」，作為其政令宣導的工具。
南北線的修築原為國防考量，然而對台糖最大的貢獻是將西部各廠連結起來，使各廠得以互相支援，實質上對台灣經濟發展產生了巨大貢獻。

## 全線試車
西螺大橋在1953年元月28日正式通車後，南北線也實現全程貫通目標，但台糖公司當時並未立即舉行全線試運轉，即讓列車從台中一路駛往高雄及屏東，該項工作延至同年4月25日才付諸執行:121。
1953年4月25日，台糖公司調用2輛汽油車聯掛，7時11分自台中站鳴笛出發，搭載87名參加者，包含台糖公司袁夢鴻協理、李學詒副主任、各糖廠鐵道課組長、臺灣鐵路管理局調度處李永康副處長和其他機關代表人員等。試車列車行經太平、南投、二水、大林、南靖、新營、廠前、學甲、蕭壟、三崁店、橋頭等站，於18時35抵達終點屏東站，歷時11小時又24分鐘。由於試車列車曾在南靖脫軌，故抵達屏東站時誤點15分。

## 紀事
| 發生年份 | 發生日期 | 重要紀事 |
| 1947年   |          | 基於運輸管理改進，台糖公司計劃連接各區分公司鐵路，以利各分區間之交通與運輸。此觀點雖未提及南北線之名，但已揭示修築南北線的概念:103。                                         |
| 1950年   |          | 基於軍事戰備考量，中華民國國防部指示臺灣糖業公司延伸或新建線路，將后里或大甲至屏東之間各糖廠的路線接軌，修築一條「與臺灣鐵路管理局縱貫線平行的路線，防止戰時南北交通中斷」。 |
| 1953年   | 1月28日  | 西螺大橋通車。 |
| 1953年   | 4月25日  | 西螺大橋上併設鐵路線亦使南北線宣告竣工並全程試車，北自臺中車站，南至高雄籬子內（高雄市前鎮區）。各線區分別由各地糖廠管轄調度。兼營客貨運及軍事用途。                         |
| 1959年   |          | 八七水災重創臺灣中部橋樑，台中縣烏溪大橋尤為甚，南北線改以二水為起點。此外溪州糖廠和南投糖廠分別於1954年和1968年結束營業。                                                   |
| 1974年   |          | 二水線無業務價值和配合鐵路電氣化改建橋樑，決定廢線，改以員林為起點。 |
| 1979年   |          | 西螺大橋改建，臺灣省公路局認為鐵公路併用橋樑有礙交通安全，起點又改為斗南。                                                                                                   |
| 1984年   |          | 台糖外銷業務已大幅減少，南端的終點從糖鐵高雄站改為鳳山站。 |
| 1990年   |          | 高屏大橋遭洪水沖毀，列車無法駛及，鳳山站形同廢站。 |
| 1994年   |          | 台糖拆除西港大橋上的路線後，終點北移至佳里。 |
| 1998年   |          | 各糖廠停止運輸糖蜜至新營副產品加工廠，南北線已名存實亡，最後在國防部同意下才廢止南北線。                                                                                     |

## 路線一覽
南北線由十數條線路相銜而成。依鐵路興建時間可區分戰前既有路線及新設的路線。
| 直屬糖廠           | 南北線相銜路線                 |
| 台中糖廠、南投糖廠 | 中濁線                         |
| 溪湖糖廠           | 田林線                         |
| 虎尾糖廠           | 西螺線、西螺延伸線、斗南線     |
| 大林糖廠           | 大林線、新港線、北港線、南靖線 |
| 新營糖廠           | 土庫線、土庫延伸線、學甲線     |
| 佳里糖廠           | 隆田線                         |
| 橋頭糖廠           | 仁武線、林園線                 |

## 車站一覽
| 行政區        | 站名                                                                                  |
| 台中市 台中縣 | 台中-太平-光隆-番子寮-北溝-霧峰-六股-舊社                                             |
| 南投縣        | 新豐-草屯-營盤口-南投-南投糖廠-新佳-虎子坑-名間                                       |
| 彰化縣        | 鼻子頭-二水-二溪-二水分歧-溪州-溪墘厝-南員林-員林                                     |
| 雲林縣        | 西螺-二崙-湳子村-墾地-北溪厝-虎尾糖廠                                                 |
| 嘉義縣        | 大林機務旗站-頂坪-牛斗山-白鴿厝-頂過溝-南靖                                           |
| 台南縣        | 菁寮-長短樹-新營-廠前-下營-北學甲-大灣-佳糖-西港-海寮-和順-安順-三車-太子廟-仁德-太爺 |
| 高雄縣 高雄市 | 水車-路竹-本洲-劉公保-橋頭-鳳山厝-仁武-夢裡-鳳山-牛寮-佛公分歧-籬子內                 |

註：自鳳山分歧：大寮－義和－頭前溪－第一大溪州－頂宅－屏副

## 外部連結
- 南北線簡介
- 糖鐵 南北平行預備線（看橋工房鐵道遺跡） （页面存档备份，存于）
- 揭開高雄籬仔內神秘「紅樓」面紗